# Silvano Piovanelli
Silvano Piovanelli (Borgo San Lorenzo, 21 de fevereiro de 1924 - 9 de julho de 2016) foi um cardeal italiano e arcebispo-emérito de Florença.
Foi nomeado bispo-auxiliar de Florença em 24 de junho de 1982, com o titulus de bispo-titular de Tubunae in Mauretania, até 1983. Depois, foi elevado a arcebispo metropolita de Firenze, exercendo a prelazia entre 1983 e 2001.
Foi criado cardeal em 1985 pelo Papa João Paulo II, com o título de Cardeal-padre de S. Maria delle Grazie a Via Trionfale.
Piovanelli morreu durante o sono na manhã de 9 de julho de 2016, aos 92 anos, após três meses internado em uma casa de retiro para padres. 